# Pawłowice (powiat Pszczyński)

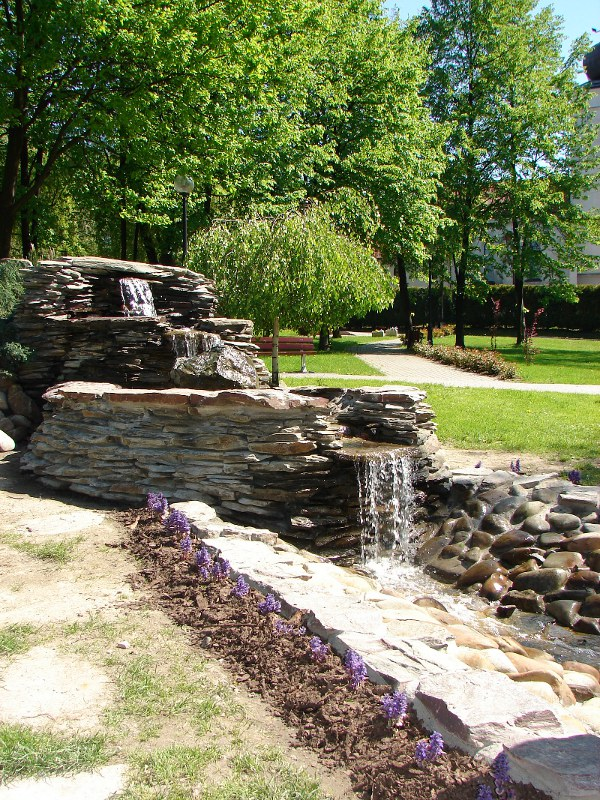
Fontein

Pawłowice is een dorp in het Poolse woiwodschap Silezië, in het district Pszczyński. De plaats maakt deel uit van de gemeente Pawłowice en telt 9945 inwoners.